# Podivuhodné příběhy a dobrodružství Jana Kornela
Podivuhodné příběhy a dobrodružství Jana Kornela jak je zažil na souši i na moři, mezi soldáty, galejníky, piráty, Indiány, lidmi dobrými i špatnými, sám vždy věren svému srdci (1954) je dobrodružný historický román pro mládež od českého spisovatele Miloše Václava Kratochvíla odehrávající se v posledním období třicetileté války a po ní. Celkově román vyznívá jako protest proti válkám, otroctví a rasovému útlaku.

## Obsah románu
Jan Kornel je vesnický chasník z Polabí, který je lstí a násilím naverbován do císařského vojska. Když odhalí podvody lajtanta Tajfla ve vyplácení žoldu, je se svým přítelem odsouzen za údajnou vzpouru k smrti. Plukovník však rozhodne, že jeden dostane milost, a to ten, který hodí více v kostkách. Jan sice vyhraje, ale ani jeho přítel není popraven, protože se blíží nepřátelské vojsko. Po krvavé bitvě u Jankova (6. března 1645) Jan se svými přáteli ze strachu před Tajflem dezertuje. Společně se dostanou až do Durynska a zde se zúčastní selské rebelie. Po její porážce jsou polapeni a donuceni vstoupit do saského regimentu. Roku 1648 se v Osnabrücku po uzavření Vestfálského míru potká s Jane Amosem Komenským. Janovy naděje na to, že se konečně dostane domů, jsou zmařeny novým setkáním s Tajflem, který ho nechá jako zběha zatknout a pak ho prodá na galeje, tj. jako veslaře na španělskou galéru.
Při plavbě přes Atlantik je galéra přepadena piráty, potopí se a Jan se s několika druhy zachrání na provizorním voru z prken ze dna galéry. Když je zachrání španělská loď, její kapitán je prodá na tři roky do otroctví na tabákové plantáže na Espaňole. Podaří se mu uprchnout a dostane se do skupiny bukanýrů, kteří se živí lovem divokých prasat. Při stahování zastřeleného kance se ale zraní nožem do levé ruky, dostane otravu krve a ruka mu musí být amputována. Poté je přijat na francouzskou pirátskou loď a pod vedením Françoise Lolonoise se zúčastní dobytí města Maracaiba roku 1666. Jan je z drancováním města znechucen a tak si za podíl na kořisti a za odškodné za zranění do nohy koupí cestu z Tortugy do Evropy a po dvaceti letech se vrátí domů do válkou poničených rodných Mlčechvost.